# Roy H. McVicker

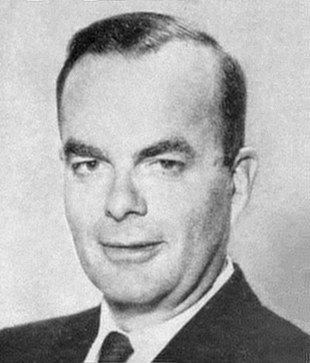
Roy H. McVicker (1965)

Roy Harrison McVicker (* 20. Februar 1924 in Edgewater, Jefferson County, Colorado; † 15. September 1973 in Westminster, Colorado) war ein US-amerikanischer Politiker. Zwischen 1965 und 1967 vertrat er den zweiten Wahlbezirk des Bundesstaates Colorado im US-Repräsentantenhaus.

## Werdegang
Roy McVicker besuchte die South Denver High School, die University of Denver, das Columbia College und die Columbia Law School, an der er 1950 seinen juristischen Abschluss machte. In jungen Jahren war er Prediger in einer Methodistenkirche. Während des Zweiten Weltkrieges diente McVicker in der US-Marine im südwestlichen Pazifik. In den Jahren 1946 und 1947 arbeitete er am Colorado State College als Assistenzprofessor für Psychologie. Danach war er von 1950 bis 1951 Mitglied der Admiral-Nimitz-Kommission, die sich mit der inneren Sicherheit und Bürgerrechtsfragen befasste.
Nach seiner 1950 erfolgten Zulassung als Rechtsanwalt arbeitete McVicker von 1953 bis 1964 in Wheat Ridge in diesem Beruf. Politisch war er Mitglied der Demokratischen Partei. Zwischen 1956 und 1964 gehörte er dem Senat von Colorado an.  1964 wurde er im zweiten Distrikt von Colorado in das US-Repräsentantenhaus in Washington, D.C. gewählt, wo er am 3. Januar 1965 Donald G. Brotzman von der Republikanischen Partei ablöste. Da er bei den Wahlen des Jahres 1966 gegen Brotzman verlor, konnte McVicker bis zum 3. Januar 1967 nur eine Legislaturperiode im Kongress absolvieren. Nach dem Ende seiner Zeit im Kongress arbeitete McVicker als Berater für die Agency for International Development in Denver. Danach war er wieder Rechtsanwalt.